# Teatr Jermołowej

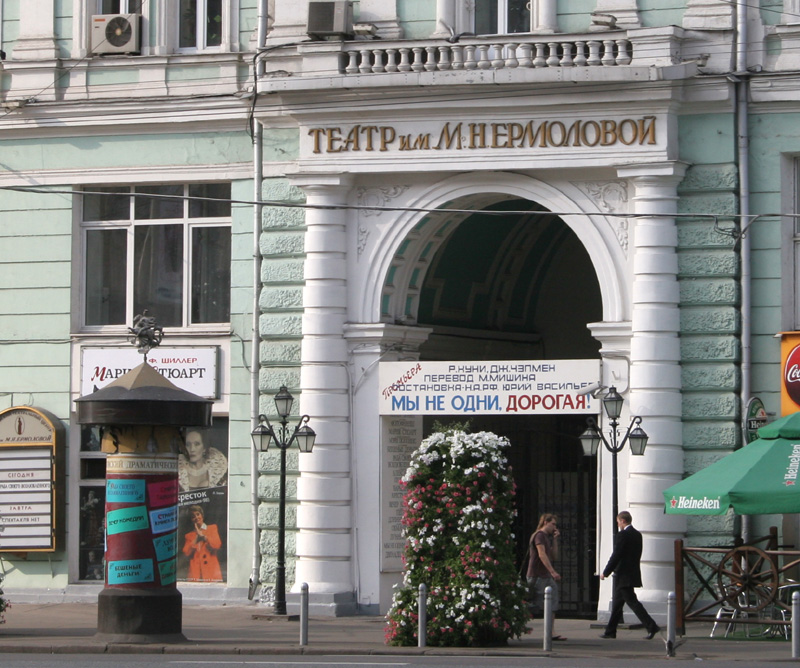
Teatr Jermołowej

Teatr Jermołowej (ros: Москóвский теáтр им. М. Н. Ермóловой) – teatr w Moskwie, pod artystycznym kierownictwem Władimira Andriejewa (ros. Владимир Андреев), a od kwietnia 2012 pod kierownictwem Olega Mieńszykowa (ros. Олег Меньшиков). Sam budynek, zbudowany w 1830, jest jednym z największych na ulicy Twerskaja. Teatr została założony przez absolwentów studia Teatru Małego w 1925 roku i nazwany na cześć wielkiej rosyjskiej aktorki Marii Jermołowej, z jej błogosławieństwem. Zaczęło funkcjonować jak większość teatrów wówczas: najpierw jako szkoła, później jako teatr mobilny i ostatecznie stał się teatrem stacjonarnym. Był to jeden z najbardziej popularnych w Moskwie teatrów dramatycznych w latach 1940-60.
Bilety kosztują około 50-300 rubli. 